# Альбов Микола Михайлович
Микола Михайлович Альбов (3(15) жовтня 1866, село Павлово, Горбатівського повіту  — † 24 листопада (6 грудня) 1897, Ла-Плата, Аргентина) — російський ботаніко-географ, систематик рослин, мандрівник, дослідник Кавказу, Аргентини і Вогняної Землі.

## Біографічні відомості
Народився в Павлові колишньої Нижньогородської губернії в сім'ї полкового священика Михайла Стефановича Альбова. З раннього дитинства йому доводилося часто переїжджати разом з 11-м Псковським піхотним полком імені князя Голенищева-Кутузова, в якому служив його батько. З Павлова його сім'я переїхала в Нижній Новгород, а потім в повітове місто Володимирській губернії - Шую. 
Отримувати систематичну освіту Альбов почав в 1875 році в Шуйській прогімназії. 1884 року, блискуче закінчивши Володимирську гімназію, він вступив на природничо-наукове відділення фізико-математичного факультету Московського університету. Однак важко захворівши на туберкульоз, в 1888 році він був змушений змінити місце проживання і перебрався на південь - в Сухумі. Зміна клімату пішла на користь, але повертатися в Москву лікарі не радили і продовжувати освіту Альбов відправився в Новоросійський університет, де незабаром став улюбленцем викладачів і членом Новоросійського товариства природознавців.
1889 року за завданням завідуючого кафедрою ботаніки професора Л. А. Рішаві Альбов зробив наукову експедицію по горах Західного Кавказу і абхазького узбережжя Чорного моря, привіз цінні гербарні матеріали.
Завершивши навчання в Новоросійському університеті, в 1890 році Альбов знову здійснив подорож по Кавказу. На цей раз він відвідав перевали Бзибського хребта і річку Бзіпі, через верхів'я річки Мзимти пройшов до озера Мзимта-Адзвіч, по шляху проводячи ботанічні дослідження, доповнюючи гербарій.
1891 року Альбов поодинці знову відправився на Кавказ. Цього разу метою походу були ліси Абхазії, їх вертикальне зонування. Після повернення почалася робота по систематизації отриманих даних, що викликало необхідність відвідати Гербарій Буасьє в Женеві (1893-1894).
Швейцарські ботаніки та натуралісти-аматори, об'єднані в Товариство захисту рослин, надали Альбову для роботи не тільки доступ до сховища гербарію Буасьє, а й гроші для продовження робіт з дослідження флори Кавказу. На ці гроші Альбов тричі здійснював поїздки на Кавказ. Кавказу присвячений ряд робіт Альбова, з яких найголовніша - «Prodromus florae Colchicae» (1895), що підсумовує дослідження Західного Закавказзя. Праця містить опис близько 1500 видів рослин. У «Бюлетені Гербарія Буасьє» в 1893-1895 роках Альбов описав ряд нових видів і родів. Барвисті описи природи і головним чином рослинності Кавказу здійснені Альбовим в ряді статей, опублікованих російською та французькою мовами; особливо яскрава з них «Нарис рослинності Колхіди» (1896), в ньому Альбов вперше виявив ендемізм і своєрідність абхазької флори і рослинності (в тому числі вапняного Бзибського хребта).
Переселившись в 1895 році в Аргентину (куди Альбова закинула неможливість забезпечити себе роботою за фахом в Російській імперії), де зайняв посаду ботаніка музею Ла-Плати, вчений взявся за вивчення нової для нього країни і Вогняної Землі, відвідав Патагонські Анди. Результатом стали дослідження «Contributions à la flore de la Terre de Feu» (1896), «Природа Вогняної землі» (1899), «Нотатки про флору Вогняної землі» (1899) (посмертно видані: «Essai de flore raisonnée de la Terre de Feu»(1902).
Великий інтерес становлять листи Альбова рідним, в яких майстерно описані його враження про життя за кордоном, Гербарій Буасьє, поїздка в Королівські ботанічні сади К'ю та інше.
Під час останньої поїздки в Уругвай захворів і помер. Похований на кладовищі Ла-Плати.

## Пам'ять про М. М. Альбова
- Б. К. Шишкін назвав ім'ям Миколи Михайловича Альбова рід рослин Альбовія (Albovia Schischk.) Сімейства Окружкові
- У його честь названа скеля Альбова на Землі Вілкса в Антарктиді, виявлена і зазначена на карті в 1958 році РАЕ.

На честь М. М. Альбова вченими названі такі рослини:
- Albovia (Б. К. Шишкін)
- Albovia tripartita (Б. К. Шишкін), бедринець трироздільний
- Allium albovianum (А. І. Введенський), цибуля Альбова
- Alboviodoxa elegans (Ю. Н. Воронов)
- Antitoxicum albovianum (Є. Г. Победімова)
- Asperula albovii (І. П. Манденова), маренка Альбова
- Chrysosplenium albovianum (Ш. І. Кутаталадзе)
- Campanula albovii (А. А. Колаковський), дзвіночок Альбова
- Centaurea albovii (Д. І. Сосновський), волошка Альбова
- Cirsium albovianum (Sommier S., Levier E.)
- Daphne albowiana (Ю. Н. Воронов), вовче лико Альбова
- Euphrasia alboffii (Chabaret A.), очанка Альбова
- Heracleum albovii (І. П. Манденова), борщівник Альбова
- Kemulariella albovii (С. Г. Тамамшян), астра Альбова
- Koeleria albovii (Domin K.), тонконіг Альбова
- Melampyrum alboffianum (Beauverd G.), перестріч Альбова
- Saxifraga albowiana (Kurtz F.), ломикамінь Альбова
- Sorbus albovii (Ю. Д. Цінзерлінг), горобина Альбова

## Друковані праці
- Нарис рослинності околиць Сухумі (рос.) // Записки Новоросійського товариства природознавців. Т. XIV. 2. Протокол 25.11.1889 р

- Опис нових і найбільш рідкісних видів рослин, знайдених в Абхазії в 1889-1890 рр. (рос.) // Звіт та праці Одеської відділу Імперського російського товариства садівників за 1890 г. - 1890. - С. 94-112.
- Абхазькі папороті // Записки Новоросійського товариства природознавців (рос.). - Одеса, 1891. - Т. XVI, вип. 1. - С. 97-106.
- The Western Caucasus and its Flora (англ.) // The Gardeners 'Chronicle. - May, 1892. - P. 7-28.

- Про апельсинові та лимонні плантації Лазістану (рос.) // Записки Імператорського товариства сільського господарства Південної Росії, 1892. - Вип. 3. - С. 86-88.

- Стан садівництва в Абхазії (рос.) // Записки Імператорського товариства сільського господарства Південної Росії. - 1892. - Вип. 3. - С. 67-85.

- Ліси Абхазії (рос.) // Записки Імператорського товариства сільського господарства дарства Південної Росії. - Одеса, 1892. - Вип. 4. - С. 37-53.

- Ботанічна екскурсія в Лазістан [Архівовано 22 жовтня 2021 у Wayback Machine.] (рос.) (Одеса. 04.05.1892 р) // Записки Кавказького відділу Імператорського Російського географічного товариства. Кн. XV. - Тифліс. 1893. -С. 158-165.

- Ботаніко-географічні дослідження в Західному Закавказзі в 1893 році. Спостереження за флорою вапняків (рос.) // Тр. Кавк. від. Рос. геогр. т-ва. - 1893. - Т. XVI. - С. 115-158.

- Два нових роди для флори Кавказу: Ramphicarpa і Dioscorea (рос.) // Тр. С.-Петерб. бот. саду. - 1893. - Т. XII, № 9. - С. 435-443.

- З Абхазії: стан лісів (рос.) // Російська лісова справа. 1893. No 11. - Санкт-Петербург. - С. 496-502.

- Contributions à la flore de la Transcaucasie: Plantes nouvelles, rares ou peu connues, trouvées en Abchasie de 1889 à 1892 (фр.) // Bull. de l'Herbier Boissier. - 1893. - Vol. I. - P. 238-268.

- Звіт про ботанічні дослідження Абхазії за 1890 рік [Архівовано 22 жовтня 2021 у Wayback Machine.] (рос.) // Записки Кавказького відділу Імператорського Російського географічного товариства. - Тифліс, 1893. - Т. XV. - С. 166-187.

- Результати ботанічних досліджень Абхазії (Повідомлення, прочитане в Ботанічному відділенні Санкт-Петербурзького товариства природознавців 20 січня 1893 г.) (рос.) // Праці Санкт-Петербурзького товариства природознавців, відділення ботаніки (рос.). - 1893. - Т. XXIII, вип. 3. - С. 65-99.

- Список рослин, зібраних в Трапезондському вілаєті в 1891 році (рос.) // Тр. С.-Петерб. бот. саду. - Т. XIII, вип. 8. - С. 109-120.

- Етнографічні спостереження в Абхазії [Архівовано 22 жовтня 2021 у Wayback Machine.] (Доповідь, прочитана на засіданні етнографічного відділення Імператорського Російського географічного товариства 22.12.1892 р) (рос.) // Жива старовина, 1893. - Т. 3. - Вип. III. - С. 297-329.

- Nouvelles contributions à la flore de la Transcaucasie: Campanula: novae Caucasicae (фр.) // Bull. de l'Herbier Boissier. - 1894. - Vol. II. - P. 114-118.

- Nouvelles contributions à la flore de la Transcaucasie: Quelques plantes nouvelles du Caucase (фр.) // Bull. de l'Herbier Boissier. - 1894. - Vol. II. - P. 247-258, 448-455, 639-641.

- Альбов М. М. Матеріали для флори Колхіди з малюнками. Prodromus Florae Colchicae (рос.).  - Тифліс; Женева, 1895. - 287 с.

- Матеріали для флори Колхіди (рос.) // Тр. Тифліт. ботан. саду. Вип. I. - Тифліс, 1895. - 289 с., 4 табл.

- Nouvelles contributions à la flore de la Transcaucasie: Quelques plantes nouvelles du Caucase [Архівовано 26 липня 2017 у Wayback Machine.] (фр.) // Bull. de l'Herbier Boissier. - 1895. - Vol. II. - P. 89-96.

- Nouvelles contributions à la flore de la Transcaucasie: Une nouvelle Campanule remarquable, une nouvelle Gentiane remarquable, un nouveau genre d'Ombellifères, une nouvelle espèce de Trapa (фр.) // Bull. de l'Herbier Boissier. - 1895. - Vol. III. - P. 228-239.

- La flore alpine des calcaires de la Transcaucasie Occidentale (фр.) // Bull. de l'Herbier Boissier. - 1895. - Vol. III. - P. 512-538.

- La Nature de la Transcaucasie occidentale (фр.) // Bull. de l'Associat. pour la protection des plantes. - 1895. - Vol. 13. - P. 64-70.

- Dans les coins perdus du Caucase. Souvenirs d'un voyage au Caucase fait en +1894 (фр.) // Supplément à l'Echo des Alpes. - Geneva, decembre 1895. - P. 1-34.

- Prodromus florae Colchicae // Tp. Тифліського. бот. саду. Перший додаток, вип. 1. - 1895. - С. I-XXVI і 1-287.

- Rapport préliminaire sur une excursion botanique dans la Sierra Ventana (фр.) // Revista del Museo de La Plata. - 1895. - Vol. VII. - P. 181-187.

- Ботаніко-географічні дослідження в Західному Закавказзі в 1894 році (рос.) // Записки Кавказького відділу Імператорского Російського географічного товариства. - 1896. - Т. XVII. - С. 50-80.

- Нарис рослинності Колхіди (рос.) // «Землезнавство». Період. вид. Географ. Від. Імперат. Тов-ва природознавц., Антроп. і етногр. Кн. I. - 1896. - Т. 3. - С. 1-78.

- Contributions à la flore de la Terre de Feu. I. Observations sur la végétation du canal de Beagle (фр.) // Revista del Museo de La Plata. - 1896. - Vol. VII. - P. 277-309.

- Contributions à la flore de la Terre de Feu. II. Enumération des plantes du canal de Beagle et de quelques autres endroits de la Terre de Feu (фр.) // Revista del Museo de La Plata. - 1896. - Vol. VII. - P. 353-402.

- La naturalenza en la Tierra del Fuego (Conference donnee au Musee de La Plata le 6 septembre, 1896) (Ісп.) // Museo de La Plata. Lecturac publicas .. - 1896.
- Les forêts de la Transcaucasie Occidentale (фр.) // Bull. de l'Herbier Boissier. - 1896. - Vol. IV. - P. 61-77.
- Подорож в Чорноморських горах в 1894 році [Архівовано 22 жовтня 2021 у Wayback Machine.] (рос.) // Записки Кавказького відділу Імператорського Російського географічного товариства. - Тифліс, 1896. - Т. XVIII. - С. 17-49.
- У занедбаних куточках Кавказу [Архівовано 22 жовтня 2021 у Wayback Machine.] (рос.) // Землезнавство. - Т. VII, вип. 1-2. - С. 17-38.
- Із закордонних листів (із Західної Європи і Південної Америки) (рос.) // Землезнавство. - 1899. - Т. VI, вип. 1-2. - С. 39-169.
- Природа Вогняної Землі (рос.) // Землезнавство / Пер. з іспан. Альбової А. М .. - 1899. - Т. VI, вип. 1-2. - С. 170-183.
- Нотатки про флору Вогняної Землі (рос.) // Землезнавство / Пер. з франц. А. Альбової. - 1899. - Т. VI, вип. 1-2. - С. 184-212.
- Essai de flore raisonnée de la Terre de Feu (фр.) // Annales del Museo de La Plata, sect. bot. - 1902. - Vol. 1. - P. 1-85 + XXIII.
- Досвід порівняльного вивчення флори Вогняної Землі. Фіто-географічний етюд (рос.) // Землезнавство. - М., 1903. - Т. X, дод. 2-е. - С. 1-126.